# Mesochorus infuscatus
Mesochorus infuscatus là một loài tò vò trong họ Ichneumonidae.